# Ferdinand Biwersi

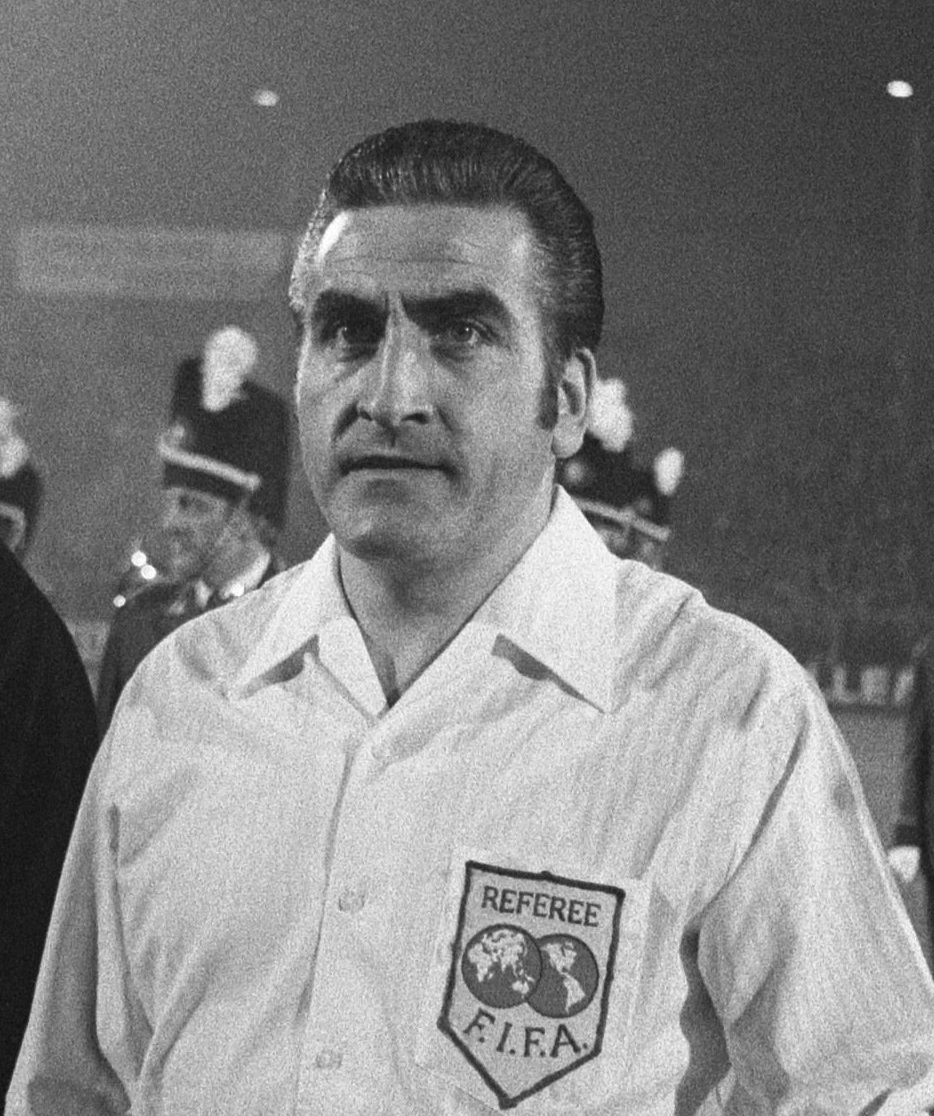
Ferdinand Biwersi (1971)

Ferdinand Biwersi (* 24. Juni 1934 in Bliesransbach; † 4. September 2013 in Mont-roig del Camp, Spanien) war ein deutscher Fußballschiedsrichter.
Ferdinand Biwersi stammte aus Bliesransbach und war von Beruf Kriminalbeamter. Als DFB-Schiedsrichter leitete er von 1965 bis 1978 121 Spiele in der Bundesliga und zwischen 1974 und 1978 27 Spiele der 2. Bundesliga. 1971 wurde ihm die Leitung des DFB-Pokalfinales zwischen Bayern und Köln übertragen. Eines seiner letzten Spiele war das 12:0 zwischen Borussia Mönchengladbach und Borussia Dortmund am 29. April 1978. Wegen guter Leistungen wurde er in der Saison 1975/76 vom DFB als bester Schiedsrichter des Jahres ausgezeichnet.
Zwischen 1969 und 1978 stand Biwersi auf der FIFA-Liste. In dieser Zeit leitete er 16 A-Länderspiele und 26 Europacupspiele, darunter das Hinspiel im UEFA-Pokalfinale 1976 zwischen dem FC Liverpool und dem FC Brügge.
1972 leitete Biwersi beim Fußballturnier der Olympischen Spiele in München das Spiel UdSSR gegen den Sudan. 1974 nahm Ferdinand Biwersi als Linienrichter an der Fußball-Weltmeisterschaft in Deutschland teil (zwei Einsätze), am 11. Juni 1978 leitete er bei der WM in Argentinien in Buenos Aires das Spiel zwischen Schweden und Spanien (0:1).
Im weiteren Turnierverlauf hatte er noch zwei Einsätze als Linienrichter.
Anfang der 1980er Jahre war Biwersi als Schiedsrichter-Obmann im Vorstand des Saarländischen Fußballverbandes tätig. 1996 ließ er sich mit seiner Ehefrau Sieglinde im spanischen Miami Playa nieder, wo er bis zu seinem Tod am 4. September 2013 lebte.